# Luka Japaridze

a Compétitions nationales et continentales officielles uniquement.

b Matchs officiels uniquement.
Dernière mise à jour le 3 août 2025.
Luka Japaridze (en géorgien : ლუკა ჯაფარიძე), né le 6 septembre 1998 à Mestia (Géorgie), est un joueur international géorgien de rugby à XV évoluant au poste de pilier droit avec le Montpellier HR en Top 14.

## Biographie

### Jeunesse et formation
Luka Japaridze naît à Mestia en Géorgie le 6 septembre 1998. Durant sa jeunesse, il pratique le judo et obtient deux titres de champion de Géorgie avant de se tourner vers la pratique du rugby à XV, préférant le sport collectif.
Il est sélectionné avec l'équipe de Géorgie des moins de 20 ans dans le cadre du Championnat du monde junior 2018. Il participe à quatre rencontres de la compétition en étant titulaire à son poste de pilier droit et inscrit deux essais.
Après le Championnat du monde junior, il rejoint la France et l'effectif espoir du CA Brive à partir de la saison 2018-2019, en provenance du club géorgien des Lelo Saracens. 

### Début de carrière au CA Brive (2019-2023)
Lors de la pré-saison 2019-2020, Luka Japaridze est intégré à la préparation de l'effectif senior du CA Brive et participe aux matchs amicaux, bien qu'il fasse encore partie du groupe des espoirs pour la saison. Toutefois, il fait ses premiers matchs professionnels en étant aligné lors d'un match de Challenge européen en tant que remplaçant contre le Stade français Paris au mois de novembre 2019, il remplace James Johnston en seconde période. Le mois suivant, il est titularisé pour la première fois en professionnel et dans la compétition face au Zebre où il forme une première ligne géorgienne avec Karlen Asieshvili (en) et Vano Karkadze. Lors de ce même mois, il fait ses débuts dans le Top 14 en étant titularisé contre l'Aviron bayonnais. En février suivant, son contrat est prolongé jusqu'en 2022. 
Lors de la saison 2020-2021, il s'impose comme l'un des joueurs importants de l'effectif briviste alors qu'il est toujours sous contrat espoir,. En fin de saison, il se blesse au pouce début mars et ne rejoue qu'en juin à l'occasion de la dernière journée de Top 14,. Au fil de la saison, il gagne en temps de jeu en disputant un total de seize rencontres et est titularisé à quatre reprises, marquant un essai. À la fin de cet exercice, il est convoqué pour la première fois en équipe de Géorgie pour les tests estivaux. Il connaît sa première cape internationale le 2 juillet 2021 contre l'Afrique du Sud lorsqu'il entre en jeu à la place de Giorgi Melikidze.
En amont de la saison 2021-2022, il fait toujours partie du centre de formation du CA Brive. Toutefois, il joue exclusivement avec les pros avec qui il est désormais le titulaire à son poste de pilier droit, il a disputé les neuf premières journées de Top 14 dont six en tant que titulaire. Début novembre 2021, il est sélectionné avec la Géorgie pour les tests de fin d'année.  Durant ce mois, il dispute sa deuxième rencontre internationale contre la France, puis sa troisième face aux Fidji où les Géorgiens font match nul 15 partout. Toujours en novembre, il signe une prolongation le liant avec Brive jusqu'en 2025. De retour avec son club, il continue d'être titulaire. En février 2022, il est de nouveau retenu avec l'équipe de Géorgie dans le cadre du Championnat d'Europe. Lors de la première journée de la compétition face au Portugal, il remplace Beka Gigashvili durant la rencontre et fait ses débuts dans la compétition,. La journée suivante, il est titularisé pour la première fois contre les Pays-Bas et il inscrit à cette occasion son premier essai en sélection. Au total pendant la saison, il joue vingt-et-une rencontres avec son club dont quinze en tant que titulaire. Pendant l'été suivant, il est sélectionné avec les Lelos, il fait partie de l'équipe géorgienne qui bat pour la première fois l'Italie et une équipe du Tier 1.
Au début de la saison 2022-2023, il dispute une rencontre de Top 14 contre l'USA Perpignan où il subit une blessure aux ligaments croisés du genou en septembre 2022 qui le rend indisponible pour une grande partie de la saison. Il fait son retour sur les terrains en avril 2023 contre le Stade français mais il se reblesse de nouveau et ne rejoue pas d'autres matchs de la saison. À la suite de la relégation de son club en Pro D2 en fin de saison, il quitte ce dernier en activant une clause de départ présente dans son contrat en cas de relégation et signe pour le Montpellier HR afin de rester en Top 14,, il s'engage pour une durée de trois ans.

### Participation à la Coupe du monde 2023 et transfert au Montpellier Hérault Rugby (depuis 2023)
En juin 2023, Luka Japaridze est présélectionné dans un groupe de trente-neuf joueurs pour préparer la Coupe du monde 2023. Durant la préparation, il joue une rencontre en tant que titulaire contre la Roumanie. Le 28 août, il fait partie du groupe final des 33 joueurs sélectionnés pour participer à la compétition en France. Cependant, le 26 septembre suivant, il est contraint de déclarer forfait pour la suite de la compétition sans avoir disputé une seule rencontre.
Cette blessure le rend indisponible plusieurs mois et il ne fait ses débuts avec son nouveau club du Montpellier HR qu'en février 2024 lors de la quatorzième journée du Top 14. Finalement, il prend part à onze rencontres, dont sept comme titulaire, inscrivant un essai, lors de cette deuxième partie de saison. Il dispute notamment le barrage d'accession au Top 14, remporté par son équipe contre le FC Grenoble, en tant que titulaire.
Au début de la saison 2024-2025, il s'impose comme un titulaire au sein de son club malgré la concurrence des internationaux français Mohamed Haouas et de Wilfrid Hounkpatin,. Durant l'automne, il fait son retour en sélection et dispute deux matchs en tant que remplaçant,. Début février 2025, il prend part à la première journée du Championnat d'Europe et inscrit un essai lors de la plus large victoire de l'histoire de la Géorgie 110 à 0 contre la Suisse,. Il dispute ensuite trois autres matchs, inscrivant un essai, et remporte la compétition en s'imposant 46 à 28 contre l'Espagne en finale. De retour en club, début avril, il subit une blessure à la cheville qui met un terme à sa saison. Durant sa convalescence, il signe une prolongation de contrat le liant désormais jusqu'en 2029 avec le Montpellier HR.

## Statistiques

### En sélection nationale
Au 3 août 2025, Luka Japaridze compte 14 capes en équipe de Géorgie, dont 6 en tant que titulaire, depuis le 2 juillet 2021 contre l'Afrique du Sud. Il inscrit trois essais, quinze points.

## Palmarès
- Vainqueur du Championnat d'Europe en 2022 et 2025 avec la Géorgie.